# Jebel Jelloud
Jebel Jelloud o Djebel Djelloud (àrab: جبل الجلود, Jabal al-Jallūd) és una ciutat de Tunísia a la rodalia de Tunis, a tocar del port de Tunis, el port interior d'aquesta ciutat, unit per un canal al port de Radès, al de La Goleta i al golf de Tunis. Forma part administrativament de la governació de Tunis. Té al tomb dels 25.000 habitants. És capçalera d'una delegació que tenia 25.230 habitants al cens del 2004.

## Administració
Com a delegació o mutamadiyya, duu el codi geogràfic 11 68 (ISO 3166-2:TN-12) i està dividida en set sectors o imades:
- Sidi Fathallah (11 68 51)
- Ali Bach-Hamba (11 68 52)
- El Garjouma (11 68 53)
- Cité El Fath (11 68 54)
- Es-Sebkha (11 68 55)
- El Afrane (11 68 56)
- Djebel Djeloud (11 68 57)

Al mateix temps, constitueix una de les circumscripcions o dàïres, amb codi geogràfic 11 11 26, de la municipalitat o baladiyya de Tunis (codi geogràfic 11 11).